# Kaushika
Para consultar sobre el sabio Kaushika (Visuamitra) vea el artículo Visuamitra.
En la India, Kaushik o Kaushika es un gotra (clan, familia) de la casta chatria, que afirma ser descendiente del sabio Vishuamitra, que era llamado Kaushik (‘descendiente de [el rey] Kushik’).
En el gotra Kaushik nacieron varios sabios pravara desde Vishuamitra.
En un relato que se encuentra en los capítulos 52 a 56 del «Anushasana parva» del Majabhárata (texto épico-religioso del siglo III a. C.), el rey chatria Kushika y su reina realizaron varias tareas domésticas para el sabio brahmán Chiavana durante 21 días. El sabio se sintió satisfecho por su humildad y devoción y les dio como premio un palacio mágico de oro, y predijo que tendrían un nieto dotado de gran energía, Vishuamitra, que, a pesar de ser un chatria, se convertiría en un brahmán. Vishuamitra es famoso en muchas leyendas de la mitología hinduista.
Según el Rig-veda ―el texto más antiguo de la India, de mediados del II milenio a. C.― (3.33.5), el rey Kushika era el padre de Visuamitra.
En cambio el Majabhárata convirtió a Kushika en padre de Gadha y abuelo de Visuamitra.

## Nombre sánscrito
- kauśika, en el sistema AITS (alfabeto internacional para la transliteración del sánscrito).[2]
- कौशिक, en escritura devanagari del sánscrito.[2]
- Pronunciación:
  - /kaushiká/ en sánscrito[2] o bien
  - /koushík/ en varios idiomas modernos de la India (como el bengalí, el hindí, el maratí o el palí).
- Etimología: descendiente de Kushika (‘bizco’).

### Otros significados de la palabra «kaushika»
- kauśiká (de kuśā o kuśī́): ‘que tiene garras’
- kauśiká: un búho; según el texto del médico Súsruta, el Bṛihat saṃhitā de Varāja Mijira, y el Pañcha-tantra
- kauśiká: un icneumón; según lexicógrafos (tales como Amara Simja, Jalaiuda, Jema Chandra, etc.).
- kauśiká: que proviene de un búho; según el texto del médico Súsruta.
- kauśiká (posiblemente una deformación de kauṣṭhika): ‘que forma un receptáculo’ (como una herida; véase kośa-vat); según el Bhava-prakash (6.35).
- kauśiká: algo con vaina (a sword); según el Majabhárata (3.11461).
- kauśiká: sedoso, de seda; según el Majabhárata (3).
- kauśiká: alguien versado en diccionarios; según lexicógrafos
- kauśiká: un lexicógrafo; según lexicógrafos
- kauśiká: alguien que puede capturar serpientes; según lexicógrafos
- kauśiká: la resina fragante bdellium; según lexicógrafos
- kauśiká: tuétano; según lexicógrafos
- kauśiká: un tipo de semilla; según lexicógrafos
- kauśiká: seda, ropa de seda; según Iagñavalkia (1.186) y el Majabhárata (8.5502).
- kauśiká: una prenda de seda; según el Bhágavata-purana (10.83.28).
- kauśiká: relacionado con kuśika o con kauśika; según el Majabhárata (8.2719).
- kauśiká: patronímico de Visuamitra (quien era el hijo o nieto del rey Kuśika), interpolación a partir del Rig-veda (10.85), el Majabhárata y el Ramaiana (g. bidā*di).
- kauśiká: patronímico de Gādhi; según el Jari-vamsha (1457).
- Kauśiká: nombre de Bhadra Sharma; según el Vamsa-brahmana.
- Kauśiká: nombre de un maestro (autor del kauśikasūtra, brother of paippalādi) Br2A1rUp. Kaus3. Pa1n2. 4-3, 103) y el Jari-vamsha (11074).
- kauśiká: nombre de un gramático; según el Jari-vamsha (5501).
- kauśiká: nombre de uno de los generales de Yarasanda; según el Majabhárata ii, 885
- kauśiká: nombre de Indra (que quizá pertenecía a los kuśikas o tenía lazos de amistad con ellos); según el Rig-veda (1.10.11), el Shatapatha-bráhmana (3.3.4. 19), el Shad-vimsa-brahmana, el Taitiríia-araniaka, el Ashualaiana-srauta-sutra, y el Majabhárata.
- kauśiká: nombre de Suria, el dios del Sol; según el escoliasta[3] del verso 1.5.10.2 del Taittiriia-bráhmana.
- kauśiká: nombre de un hijo de Vasudeva; según el Visnu-purana.
- kauśiká: nombre del dios Shiva; según lexicógrafos
- kauśiká: nombre de un asura; según el Jari-vamsha (2288).
- kauśiká: la planta Vatika robusta; según lexicógrafos
- kauśiká (en música): nombre de un raga (patrón rítmico melódico).
- kauśiká: (de kaiśika): amor, pasión; según lexicógrafos
- kauśiká (plural): nombre de los descendientes del rey Kuśika; según el Jari-vamsha (1770 ff).
- kauśiká (de kuśa), según el Ramaiana (1.35.20).